# Henry Bernard
Henry Bernard (Albertville, 1912 - 10 de diciembre de 1994) fue un arquitecto y urbanista francés, miembro del Instituto de Francia.
Tras diplomarse en 1938, ejercería de inspector general de edificios civiles y palacios nacionales, así como urbanista principal de la ciudad de Grenoble y del Taller parisiense de urbanismo. También llegó a ser jefe de taller de la Escuela Nacional Superior de las Bellas Artes de París.
Trabajó en la reconstrucción de Caen después de la Segunda Guerra Mundial (iglesia de Saint-Julien, universidad, hospital universitario). Es el autor también de la Casa de la Radio de Francia en París, de la prefectura de Val-d'Oise, de los centros hospitalarios universitarios de Tours y Grenoble y del Palacio de Europa en Estrasburgo.

## Reseñas
- Archives d’architectes, siglos XIX y XX, por Sonia Gaubert y Rosine Cohu, París, Dirección de archivos de France e Instituto francés de arquitectura, 1996, página 146.